# Naissance en 1015
Naissance
- 1011
- 1012
- 1013
- 1014
- 1015
- 1016
- 1017
- 1018
- 1019

Cette page dresse une liste de personnalités nées au cours de l'année 1015 :
- Altmann de Passau, fondateur de monastère et évêque de Passau, vénéré comme un saint.
- Badr al-Djamali, général arménien, commandant des troupes de Syrie nommé vizir en 1074.
- Robert FitzWimarc, Robert the Staller, noble normand.
- Roger de Beaumont (le Barbu), vicomte de Rouen, seigneur de Vatteville-la-Rue, Pont-Audemer, Beaumont (et peut-être de Brionne).
- Robert Guiscard, noble normand, futur duc de Pouille.
- Riwallon de Dol, seigneur de Combourg et avoué de Dol.
- Ermesinde de Foix, ou de Bigorre, noble héritière du comté de Bigorre.
- (v.) Adélaïde de Suse
- (v.) Grégoire VII, pape.
- Harald III de Norvège, roi de Norvège.
- Jayasimha II (en), roi des Chalukya occidentaux.
- Michel V, empereur byzantin.
- Frozza Orseolo, reine consort d'Autriche.
- Otton II de Montferrat, marquis de Montferrat.
- Suarius I (en), évêque de Galice.
- Liao Xingzong, empereur de Chine de la dynastie Liao.

## Crédit d'auteurs
- Cet article est partiellement ou en totalité issu de l'article intitulé « 1015 » (voir la liste des auteurs).